# MC HotDog
MC HotDog, pseudonimo di Yao Zhong Ren (caratteri cinesi: 姚中仁; pinyin: Yáo Zhōngrén; Wade-Giles: Yao Chung-jen; Taipei, 27 novembre 1978), è un cantante e rapper taiwanese.
Conosciuta per i testi espliciti delle canzoni, la sua musica presenta una concezione della vita rude e realistica, tanto che per diversi critici può non considerarsi adatta ad un pubblico troppo giovane. Le sue hit più famose sono intitolate 我的生活 (La mia vita) e 韓流來襲 (L'invasione coreana).
Nel 2001, i suoi primi quattro EP hanno venduto insieme 220 000 copie. Nel 2004 è partito per un tour statunitense insieme al cantante Chang Chen-yue, intitolato Kill Kitty Tour. Nel 2006 ha pubblicato l'album Wake Up, che contiene la hit 我愛台妹 (Amo le ragazze taiwanesi). Dopo aver campionato la melodia principale della hit del 1972 I'll be around degli Spinners, la canzone che ne è risultata ha vinto il premio come Best Karaoke Song ai 2007 HITO Radio Music Awards, presentati dalla stazione radiofonica taiwanese Hit FM. Wake Up è stato un album di successo commerciale ed allo stesso tempo acclamato dalla critica, grazie alle influenze crossover. L'ultimo album di Mc HotDog, Mr. Almost, è stato pubblicato nel 2008.